# Eberhard Mehl
Eberhard Mehl   (Colònia, 20 d'abril de 1935 - Coblença, 29 de març de 2002) fou un tirador d'esgrima alemany, especialista en floret, que va competir durant les dècades de 1950 i 1960.
El 1960 va prendre part en els Jocs Olímpics d'Estiu de Roma, on va disputar dues proves del programa d'esgrima. En la prova del floret per equips guanyà la medalla de bronze, mentre en la del floret individual quedà eliminat en sèries. Quatre anys més tard, als Jocs de Tòquio fou cinquè en la prova del floret per equips.